# Кампо Сан-Поло

Кампо Сан Поло

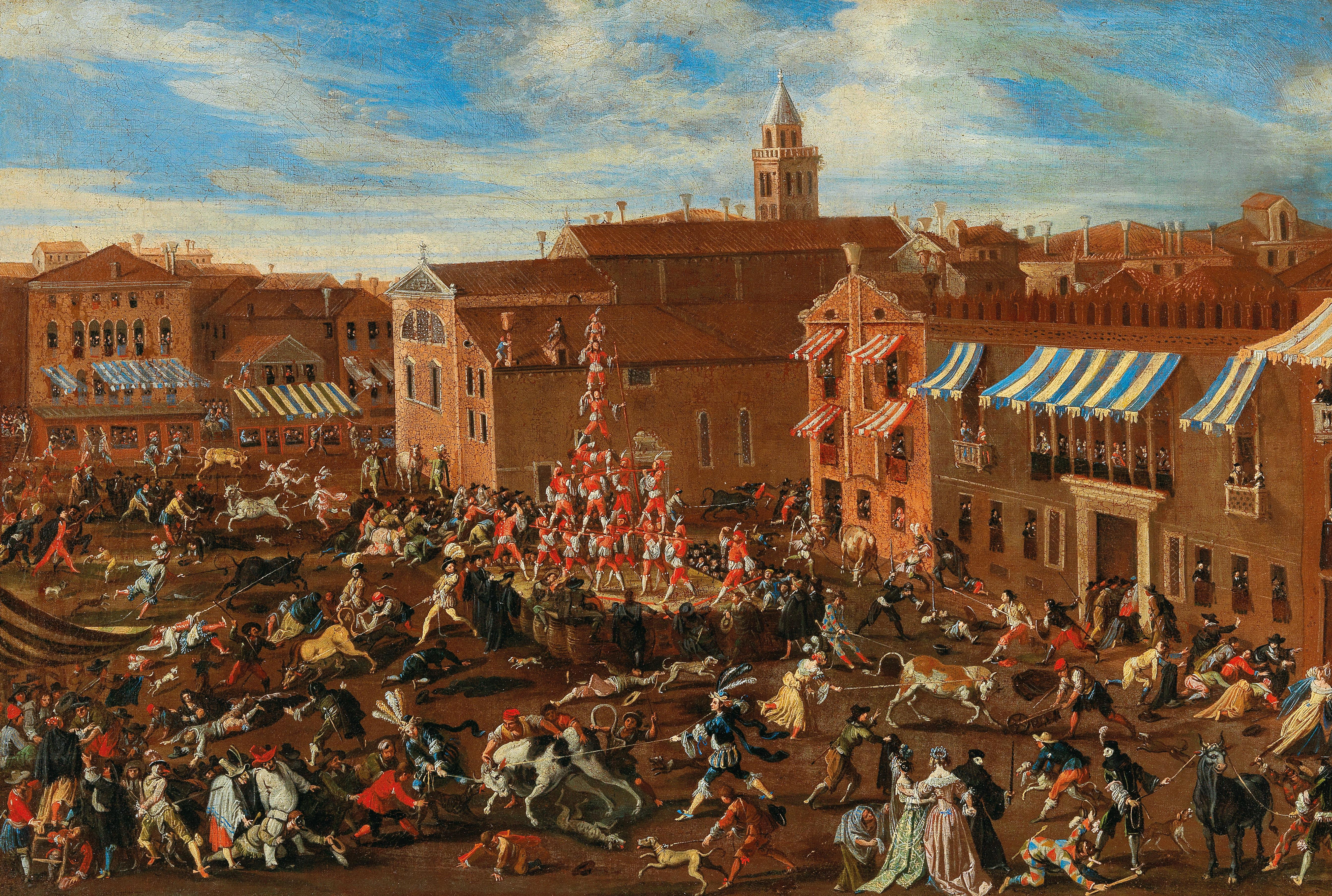
Бой быков в середине XVII века

Кампо Сан-Поло (итал. Campo San Polo) — крупнейшее кампо Венеции. Среди площадей города уступает по размерам лишь площади Св. Марка и пьяццале Рома. Название кампо (как и всего окружающего района) происходит от большой церкви Св. Павла (XIV—XV вв.), апсида которой образует юго-западную сторону площади.
Первоначально кампо, в соответствии с этимологией этого слова, использовалось для посевов и выпаса скота. В 1493 году замощено, тогда же в середине площади появился колодец. После мощения кампо использовалось как рыночная площадь и место проведения различных мероприятий, таких как бой быков. В 1548 г. у стен церкви Сан-Поло подосланные Козимо Медичи убийцы закололи Лоренцино Медичи — в качестве мести за убийство Алессандро Медичи. 
В XVII веке на площадь Св. Павла с площади Св. Марка был переведён рынок городской бедноты. Нынешний вид площадь обрела в 1750—1761 гг., когда был засыпан канал Сан-Антонио, проходивший вдоль восточной границы кампо. На площадь выходят несколько дворцов, в том числе:
- Палаццо Соранцо
- Палаццо Корнер Мочениго
- Палаццо Тьеполо

## Персоналии
- C 1909 года в палаццо Корнер-Мочениго жил английский писатель Фредерик Рольф (барон Корво).
- В 1924 году на Кампо Сан-Поло родился будущий реформатор системы психиатрической помощи Франко Базалья.